# 上薩爾達
58°02′44″N 60°33′12″E / 58.0456°N 60.5533°E
上薩爾達（俄语：Ве́рхняя Салда́）是俄羅斯斯維爾德洛夫斯克州西部的一個城市，位於薩爾達河畔。2002年人口51,195人。
1779年建城，1938年12月24日設市。俄鈦集團在本市有工廠。